# 秀和システム
株式会社秀和システム（しゅうわシステム）は日本の出版社。パーソナルコンピュータ関連書、ビジネス書などを出版していた。2025年7月4日に破産手続開始。

## 沿革
- 1974年（昭和49年）12月 - 設立。その後休眠状態となる[2]。
- 1981年（昭和56年） - 「秀和システムトレーディング株式会社」として事業を再開[2]。
- 1995年（平成7年） - 「秀和システム」に商号を変更する。
- 2006年（平成18年） - MCJの子会社になる[3]。
- 2015年（平成27年）12月22日 - 全株式がMCJからウエノグループに譲渡され、ウエノグループの資本下に入る[4]。
- 2016年（平成28年）2月15日 - ウエノグループを逆さ合併の方式で吸収合併する。
- 2021年（令和3年） - 船井電機を株式公開買付け（TOB）で買収[5]する。
- 2025年（令和7年）
  - 7月1日 - 債務超過に陥り出版事業の継続が困難となったとして、出版事業を他社に譲渡すると表明[6]。
  - 7月4日 - 東京地方裁判所から破産手続開始決定を受ける。負債総額は約50億円[1][2]。
  - 7月11日 - トゥーヴァージンズグループが出版事業の譲渡を受け、同グループのウォームアンドビューティフルが株式会社秀和システム新社に商号変更した上で事業承継すると発表[7][8][9]。